# Зебренская волость
Зе́бренская волость (латыш. Zebrenes pagasts) — одна из территориальных единиц Добельского края. Находится в районе Лиелауцских холмов Восточно-Курземской возвышенности.
Граничит с Бикстской, Ильской, Лиелауцской и Аннениекской волостями своего края, а также с Блиденской волостью Салдусского края.
Наиболее крупный населённый пункт и волостной центр Зебренской волости — Зебрене.
По территории волости протекают реки: Берзе, Смукупите, Стурупите, Вальупите.
Крупные водоёмы: озёра Зебрус и Светес, пруды Пона, Пурвиню и Жвингулю.
Наивысшая точка: 147,6 м.
Национальный состав: 86,5 % — латыши, 6,1 % — русские, 3,2 % — литовцы, 2,3 % — белорусы, 1,8 % — украинцы.
Волость пересекает автомобильная дорога Тукумс — Витини.

## История
В XII веке на территории волости находились поселения земгалов, в XIII веке она оказалась во владении Ливонского ордена, позднее входила в состав Курляндского герцогства и Курляндской губернии.
До 1925 года волость называлась Реньгской. В 1935 году территория Зебренской волости составляла 83,7 км², на ней проживало 1342 человека.
После Второй мировой войны были организованы несколько колхозов, слившиеся в дальнейшем в совхоз «Зебрене» (стал паевым хозяйством и ликвидирован в начале 1990-х).
В 1945 году в Зебренской волости Тукумского уезда были образованы Зебренский и Упениекский сельские советы. В 1949 году произошла отмена волостного деления и Зебренский сельсовет входил в состав Добельского района.
В 1954 году к Зебренскому сельсовету была присоединена территория ликвидированного Упениекского сельсовета. В 1963, 1964, 1975 и 1989 годах последовали ещё ряд обменов территориями с соседними сельсоветами.
В 1990 году Зебренский сельсовет был реорганизован в Зебренскую волость. В 1995 году прошло изменение границы с Ильской волостью. В 2009 году, по окончании латвийской административно-территориальной реформы, Зебренская волость вошла в состав Добельского края.
В 2007 году в волости находилось несколько экономически активных предприятий, Зебренская основная школа, дом культуры, библиотека, фельдшерский пункт, почтовое отделение.